# Diphyscium perminutum
Diphyscium perminutum là một loài rêu trong họ Buxbaumiaceae. Loài này được Takaki mô tả khoa học đầu tiên năm 1950.